# Schloss Ortenberg (Baden)

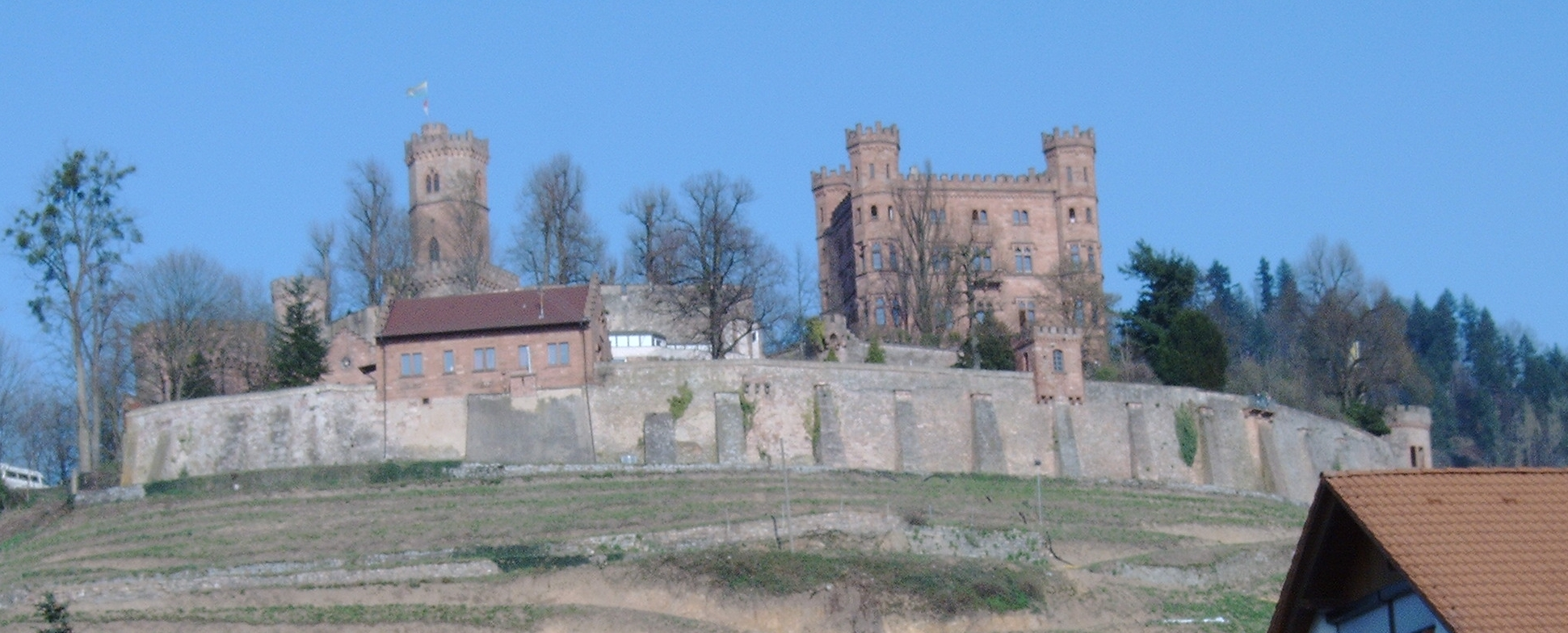
Schloss Ortenberg

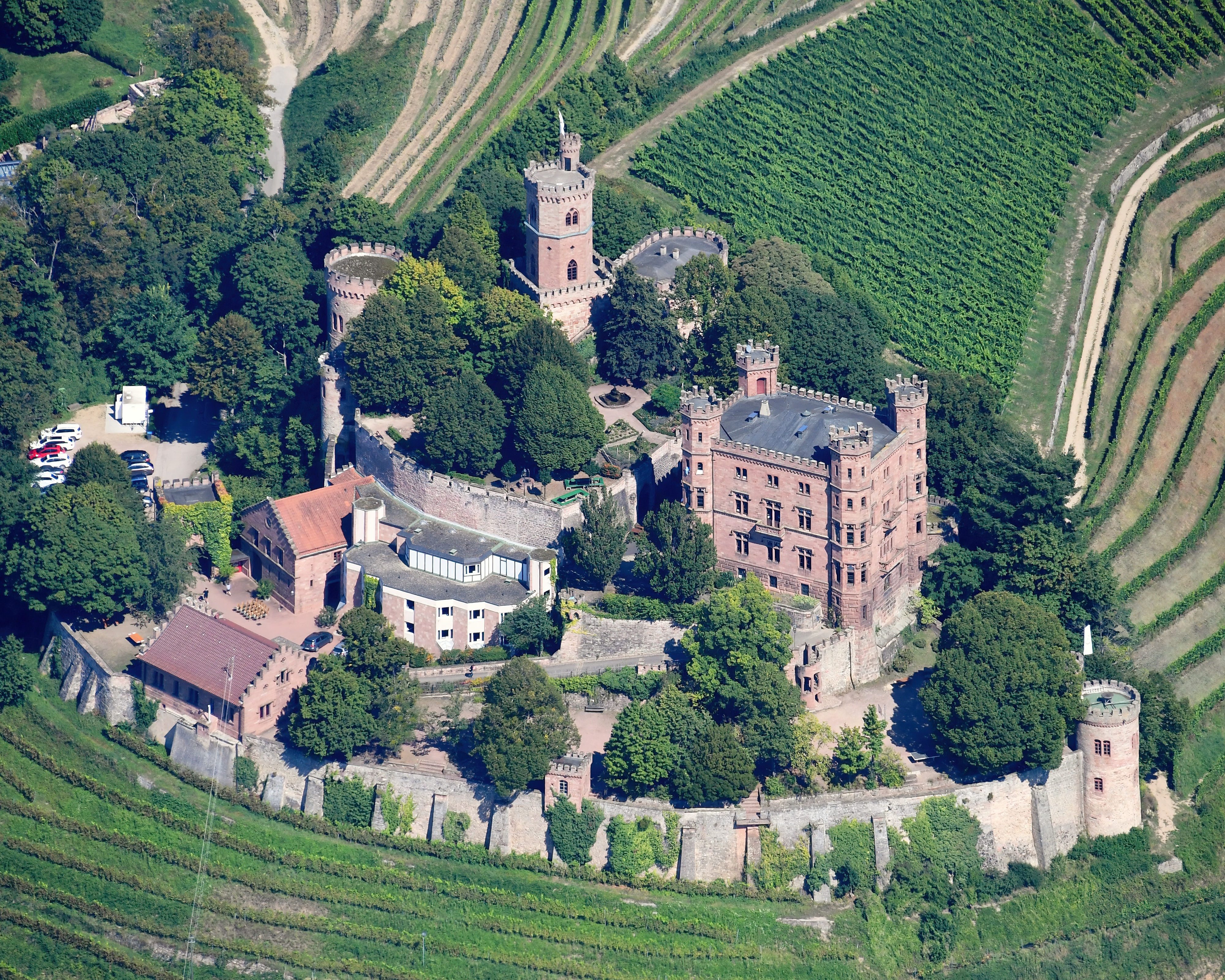
Luftbild des Schlosses Ortenberg

Das Schloss Ortenberg ist das Wahrzeichen der Ortenau und liegt oberhalb des Ortes Ortenberg am Ende des Kinzigtals zwischen Offenburg und Gengenbach.
Die Ursprünge des Schlosses Ortenau gehen auf eine Burganlage aus dem 11./12. Jahrhundert zurück. Ursprünglich wurde die Burg Ortenau von dem Geschlecht der Zähringer zur Sicherung des Kinzigtales erbaut, heute befindet sich im Schloss Ortenberg eine Jugendherberge.

## Geschichte

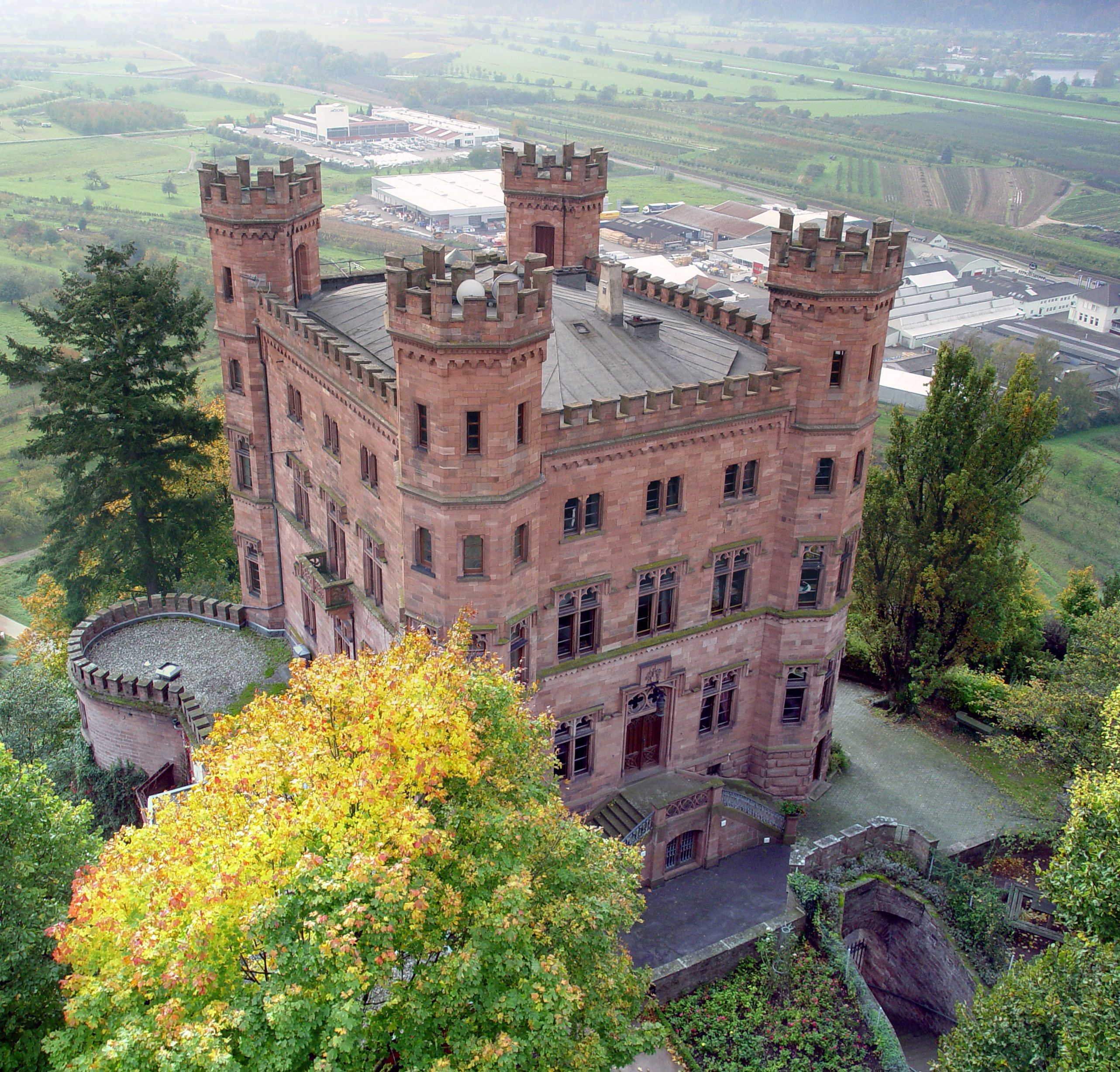
Jugendherberge Schloss Ortenberg

Nach dem Bau der Burg Ortenberg durch die Zähringer im 11./12. Jahrhundert wurde die Burg während der Hohenstauferherrschaft als Sitz der Landvögte der Ortenau genutzt. Der Verwaltungssitz für die Landvogtei Ortenau war Reichssteuermittelpunkt, Gerichtsstätte und Zollinstanz.
Erste Erweiterungen hat die Burganlage im 15. Jahrhundert erfahren, als die Burg um die Verteidigungstürme (Rondeln) mit Kanonen erweitert wurde. Die erste Zerstörung hat die Burg 1678 im französisch-holländischen Krieg erfahren, als Ludwig XIV. die Burg durch Marschall François de Créquy zerstören ließ. Nach einem Wiederaufbau in den Folgejahren wurde die Burg 1697 erneut zerstört. Als Folge dieser erneuten Zerstörung wurde der Amtssitz der Landvögte fortan vom Landvogt Franz de Neveu nach Offenburg verlegt.
Das heutige Schloss entstand 1838–1843 durch Baron Gabriel Leonhard von Berckholtz (1781–1863) aus Livland, der es im englischen Stil auf den mittelalterlichen Ruinen durch Friedrich Eisenlohr wieder aufbauen ließ. Die Bauleitung übertrug er seinem Schüler Georg Jakob Schneider. Ein nachfolgender Besitzer war Theodor von Hirsch (1838–1916) aus der bayerischen Bankiersfamilie der Freiherren von Hirsch.
Seit 1942 wird das Schloss als Jugendherberge genutzt. Weitere Bauinstandsetzungsmaßnahmen zur Erhaltung der Bausubstanz folgten in den Jahren 1974–1981. In den Jahren 1984–1985 wurde der Malerturm restauriert. Der Schimmel- und Jakobsturm folgten in den Jahren 1986–1988.
Es wurde von der Denkmalstiftung Baden-Württemberg zum „Denkmal des Monats Februar 2010“ ernannt.

## Architektur

### Türme

#### Malerturm
Der Malerturm war einst das Maleratelier der Alexandra von Berckholtz, der Tochter des Schlosserbauers Gabriel L. Berckholtz. Im 15. Jahrhundert wurde der Turm als Pulverturm (Arsenal) erbaut und wird heute von der Gemeinde Ortenberg als Trauzimmer genutzt.

#### Jakobsturm
Beim Wiederaufbau von 1838–1843 stockte man die im Original erhaltenen zwei Stockwerke der unteren Zwingeranlage durch einen weiteren Turm auf. Der nach dem Sohn des Schlosserbauers genannte Jakobsturm, diente zur Verteidigung gegen die in die Halsgraben eingedrungenen Feinde. Der Jakobsturm wurde in den Jahren 1986/1987 innenrenoviert.

#### Schimmelturm
Der Schimmelturm ist der höchste Turm der Anlage (mhd. Schimmel = Haupt), er wurde in den Jahren 1986–1988 innenrenoviert und erhielt sein heutiges Treppentürmchen, das in den Jahren 1678 abgesprengt wurde. Bereits um 1840 wurde der eigentliche Turm im gotischen Stil wieder erhöht, heute enthält der Turm eine ursprünglich nicht vorhandene Treppe. Die in heutiger Zeit ersichtlichen Türen entstammen nicht der ursprünglichen Bebauung. Im Schimmelturm war das ehemalige Verlies, Gefangene wurden über eine Haspel in den Kerker herabgelassen und waren von 4 m dicken Mauern umgeben. Auch nach der Zerstörung anno 1679–97 wurde das Verlies noch als Gefängnis genutzt, bis 1770 das kaiserliche Landvogtei-Gefängnis im Dorf erbaut wurde. Es befindet sich im Alten Rathaus. Der Schimmelturm kann als Aussichtsturm bestiegen werden.

#### Kapellenturm
Der Kapellenturm ist ein ehemaliger Batterieturm aus dem 15. Jahrhundert, der Turm wurde 1678 teilweise gesprengt. In den Jahren 1838–1843 wurde er renoviert und als Schloss-Kapelle genutzt.

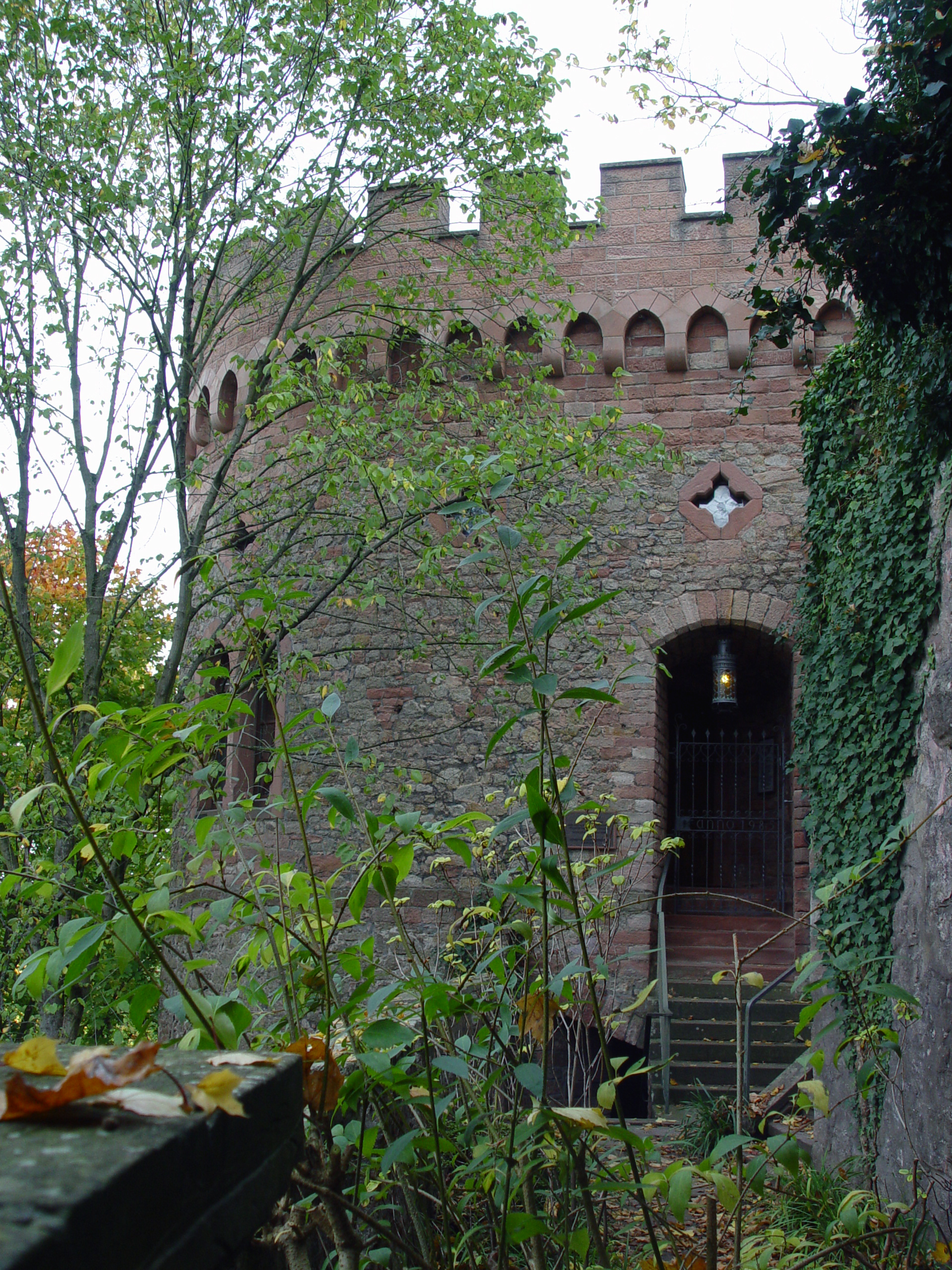
Malerturm
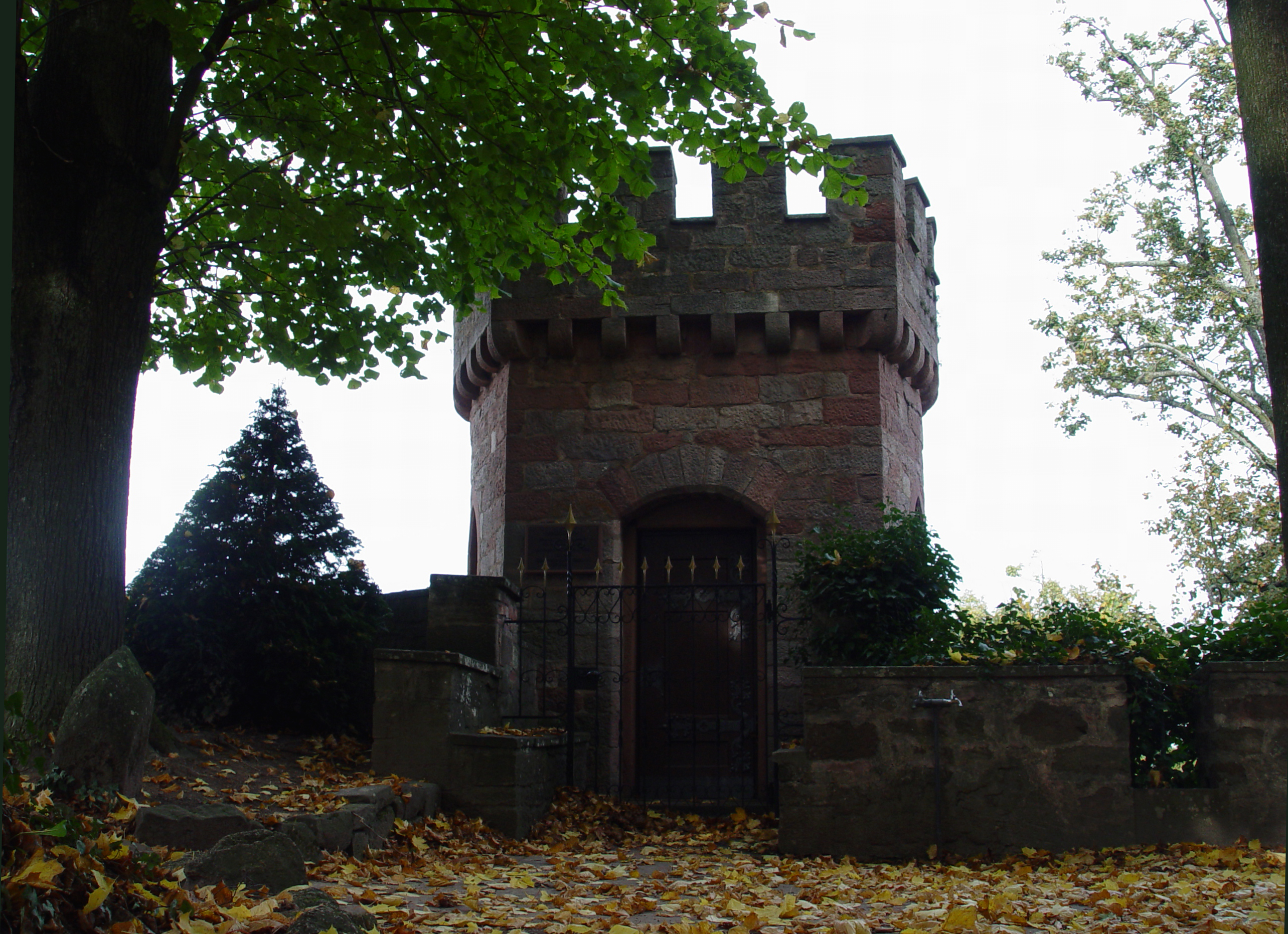
Jakobsturm
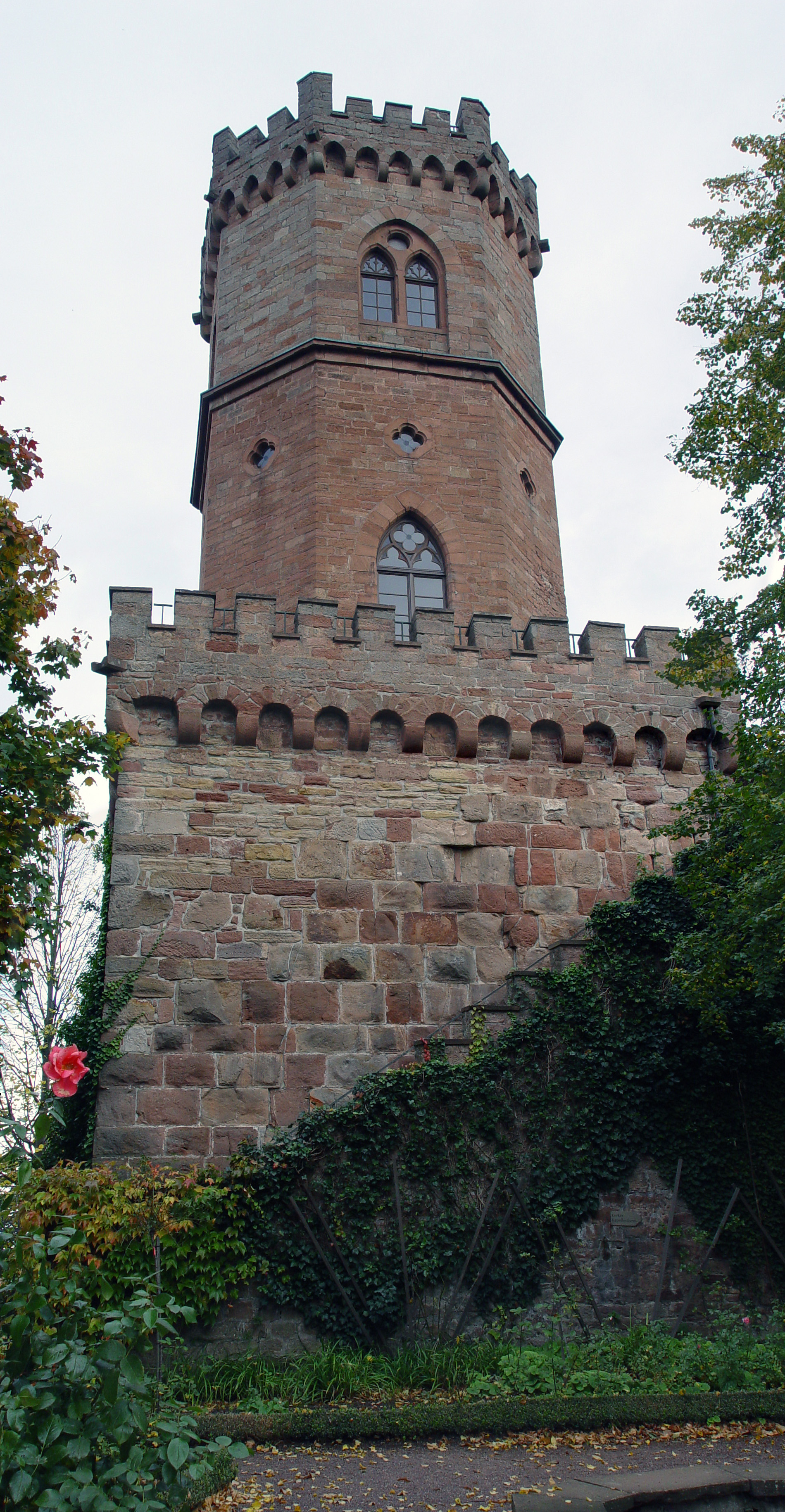
Schimmelturm
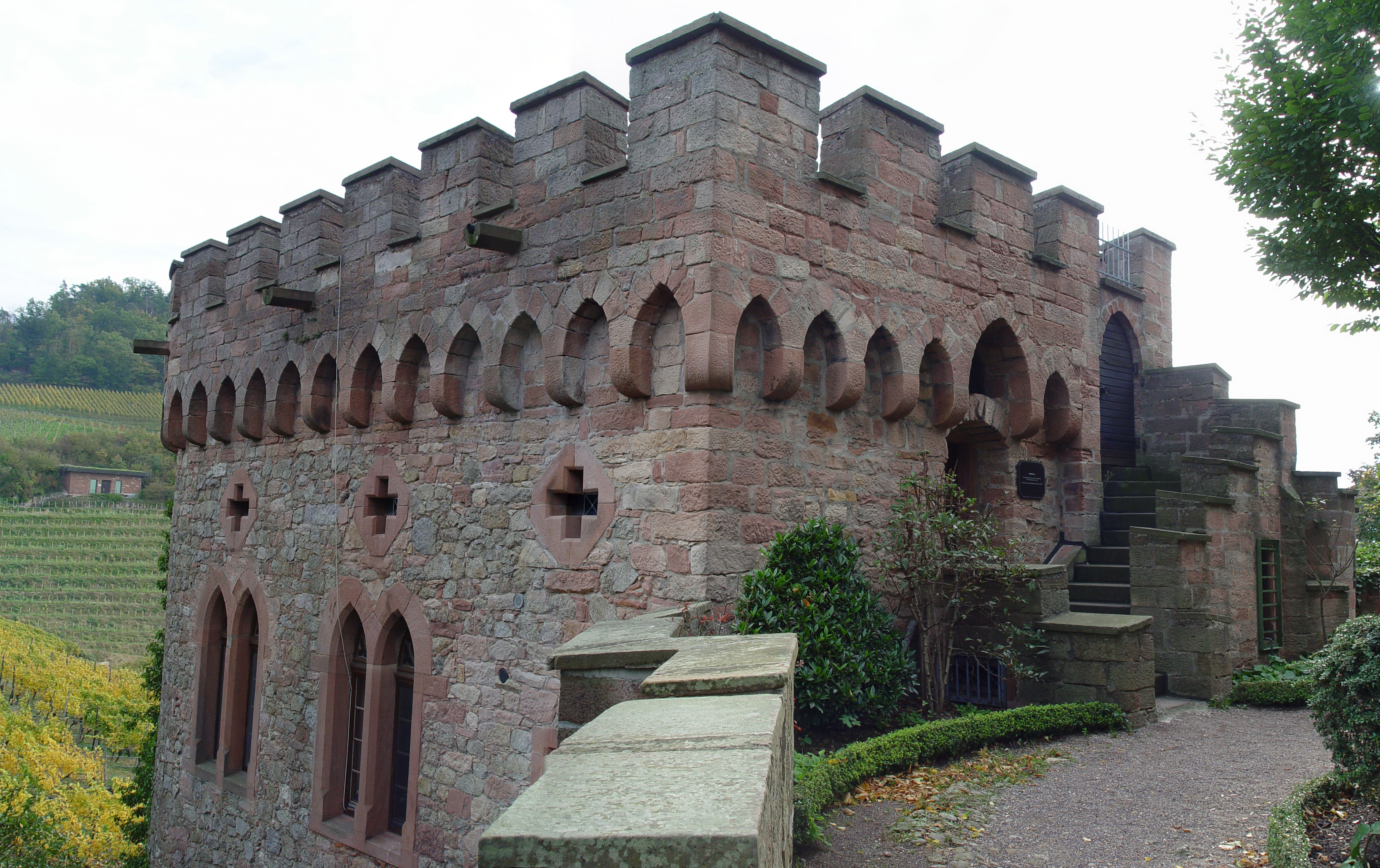
Kapellenturm

### Felsenkeller
Noch heute harrt der 1678 gebrandschatzte Felsenkeller seiner Ausgrabung.